# Norman Kennedy
Norman Kennedy a fost un sindicalist și un politician din Irlanda. Kennedy a fost un membru proeminent al Amalgamated Transport și al Sindicatului general al lucrătorilor. El a fost președinte al Congresului irlandez al Sindicatelor din 1957.